# Thomas Jackson (filmare)
Jan Åke Thomas Jackson, född 26 februari 1976 i Gävle, är en svensk dokumentärfilmare.

## Filmer i urval
- Foodie, 2014 (tillsammans med Charlotte Landelius och Henrik Stockare)[2]
- Hunger, 2015
- Ingegerd Råman – Framtid i varje andetag, 2016
- Kartellen – Lys upp skuggan, 2016
- Sök och du skall finna, 2017
- Den inre skogen, 2020
- Historjá – Stygn för Sápmi, 2022 (en film om Britta Marakatt-Labba)

## Filmmusik
- Den inre skogen, soundtrack till dokumentärfilmen Den inre skogen, 12 Vinyl, 2020,  [3]